# Superliga de Eslovaquia 2001-02
La Superliga de Eslovaquia 2001-02 fue la novena edición de la Superliga eslovaca de fútbol. Participaron 10 equipos, y el MŠK Žilina ganó su primer campeonato. El goleador fue Marek Mintál, del equipo campeón.

## Tabla de posiciones
|    | Equipo                        | PJ | PG | PE | PP | GF | GC | DG  | Pts |
| -- | ----------------------------- | -- | -- | -- | -- | -- | -- | --- | --- |
| 1  | MŠK Žilina                    | 36 | 21 | 6  | 9  | 62 | 37 | 25  | 69  |
| 2  | SK Matador Púchov             | 36 | 18 | 8  | 10 | 48 | 33 | 15  | 62  |
| 3  | ASK Inter Slovnaft Bratislava | 36 | 16 | 8  | 12 | 53 | 39 | 14  | 56  |
| 4  | MFK SCP Ružomberok            | 36 | 15 | 9  | 12 | 49 | 41 | 8   | 54  |
| 5  | FK Ozeta Dukla Trenčín        | 36 | 15 | 9  | 12 | 45 | 43 | 2   | 54  |
| 6  | Slovan Bratislava             | 36 | 14 | 9  | 13 | 42 | 39 | -3  | 51  |
| 7  | Artmedia Petržalka            | 36 | 11 | 14 | 11 | 51 | 45 | -6  | 47  |
| 8  | MFK Dubnica                   | 36 | 9  | 11 | 16 | 38 | 48 | -10 | 38  |
| 9  | 1. FC Košice                  | 36 | 6  | 13 | 17 | 30 | 62 | -32 | 31  |
| 10 | Tatran Prešov                 | 36 | 8  | 7  | 21 | 35 | 66 | -31 | 31  |

PJ = Partidos jugados; PG = Partidos ganados; PE = Partidos empatados; PP = Partidos perdidos; GF = Goles a favor; GC = Goles en contra; DG = Diferencia de gol; Pts = Puntos
|  | Clasificado a la segunda fase previa de la Liga de Campeones de la UEFA 2002-03 |
|  | Clasificado a la primera fase previa de la Copa de la UEFA 2002-03              |
|  | Clasificado a la Copa Intertoto de la UEFA 2002                                 |
|  | Descendido a la Primera Liga de Eslovaquia                                      |